# Hans Niesenberger
Hans Niesenberger (auch Hans von Graz; * um 1415 in Graz; † 1493 in Freiburg im Breisgau) war ein Steinmetz und Baumeister.

## Leben und Wirken
Hans Niesenberger wurde um 1415/1420 in Graz geboren und als Steinmetz und Baumeister am Grazer Dombau ausgebildet, dessen Chorbau er vermutlich von 1438 bis 1450 leitete. 1455 kam er über den Donauweg in den Bodenseeraum, wo er zunächst als Baumeister des Klosters Weissenau tätig wurde. In Ravensburg etablierte er sich als selbstständiger Bauunternehmer, eine gleichzeitige Bewerbung als Baumeister an das St. Georgsmünster in Schlettstadt wie auch 1462 an das Ulmer Münster schlug fehl. 1459 nahm er an der Steinmetzversammlung in Regensburg teil und zählt zu den Gründungsmitgliedern der Steinmetzenbruderschaft. 1471 wurde er am Freiburger Münster zum Werkmeister bestellt, unter seiner Leitung wurde 1482 der Dachstuhl auf die Binnenchorwände aufgesetzt. 1483 wurde er zum Mailänder Dombaumeister ernannt, 1486 aber seines Amtes enthoben. Noch in demselben Jahr erhielt er das Bürgerrecht der Stadt Luzern. Von 1487 bis zu seinem Tod war er als Baumeister an der Basler Leonhardskirche tätig. In Freiburg folgte 1491 seine Entlassung wegen angeblicher Fehler am Bau.
Verheiratet war Hans Niesenberger mit Else Zeller aus Ravensburg. Ihre gemeinsamen Söhne Hans und Thomas wirkten später als Steinmetzen am Mailänder Dom, ihre drei Töchter waren jeweils mit Steinmetzen in Freiburg verheiratet.

## Würdigung
Die Reputation Hans Niesenbergers litt aufgrund der zahlreichen Prozesse, in die er verwickelt war und in denen ihm Fehler oder Versäumnisse am Bau vorgeworfen wurden. „Auffallend ist, dass Hans Niesenberger oft statisch schwierige Bauten anvertraut wurden. In Freiburg im Breisgau hatten vor seinem Amtsantritt die Wände des Chores sich zu neigen begonnen, in Mailand stand die Tragfähigkeit der Vierungspfeiler in Frage. In Ravensburg bewies er, dass er auch auf topographische Schwierigkeiten eingehen konnte, und verwendete aufgrund der Steinknappheit Tonrippen für die Wölbung des Chores von St. Christina. Hans Niesenberger scheint sich als Baufachmann etabliert zu haben, der für schwierige Bauaufgaben herangezogen wurde – an deren Vielzahl er letztlich scheiterte.“